# Jack el caza gigantes
"Jack the Giant Killer" —traducción literal: Jack el Mata Gigantes, conocido en España como Jack el caza gigantes— es un cuento de hadas y una leyenda de Cornualles sobre un joven adulto que mata a varios gigantes malvados durante el reinado del Rey Arturo. La historia se caracteriza por la violencia, la sangre y el derramamiento de sangre. Los gigantes son prominentes en el folklore de Cornualles, la mitología bretona y la tradición bárdica galesa. En el cuento se han detectado algunos paralelos con elementos e incidentes de la mitología nórdica, y los símbolos de la última aventura de Jack con el gigante Galigantus sugieren paralelos con cuentos de hadas franceses y bretones como Barba Azul. El cinturón de Jack es similar al cinturón de " El pequeño sastre valiente ", y su espada mágica, sus zapatos, su gorra y su capa son similares a los que posee Tom Thumb o a los que se encuentran en la mitología galesa y nórdica.
Rara vez se hace referencia a Jack y su historia en la literatura inglesa anterior al siglo XVIII (hay una alusión a Jack el Mata Gigantes en El rey Lear de Shakespeare, donde en el tercer acto, un personaje, Edgar, en su fingida locura, grita: "Fie, foh, y fum,/ huelo la sangre de un británico"). La historia de Jack no apareció impresa hasta 1711. Un estudioso especula que el público se había cansado del Rey Arturo y Jack fue creado para desempeñar el papel. Henry Fielding, John Newbery, Samuel Johnson, Boswell y William Cowper estaban relacionados con la historia.
En 1962, se estrenó un largometraje basado en el cuento protagonizado por Kerwin Mathews, la cual hizo un uso extensivo de la animación en volumen a la manera de Ray Harryhausen. En 2013 se estrenó la película Jack the Giant Slayer protagonizada por Nicholas Hoult y dirigida por Bryan Singer.

## Trama

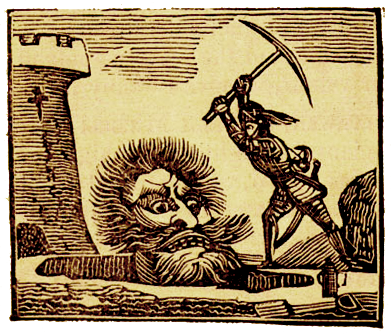
Jack mata a Cormoran con un pico.

Este resumen de la trama se basa en un texto publicado c. 1760 de John Cotton y Joshua Eddowes, que a su vez se basó en un libro de capítulos c. 1711 y reimpreso en The Classic Fairy Tales de Iona y Peter Opie en 1974.
La historia se desarrolla durante el reinado del Rey Arturo y habla del hijo de un joven granjero de Cornualles llamado Jack, que no sólo es fuerte sino tan inteligente que fácilmente confunde a los eruditos con su penetrante ingenio. Jack se encuentra con un gigante devorador de ganado llamado Cormoran ( de Cornualles : 'El gigante del mar' SWF: Kowr-Mor-An ) y lo atrae hasta la muerte en una trampa de pozo. Jack es apodado 'Jack el caza gigantes' por esta hazaña y recibe no sólo la riqueza del gigante, sino también una espada y un cinturón para conmemorar el evento.
Un gigante devorador de hombres llamado Blunderbore jura venganza por la muerte de Cormoran y se lleva a Jack a un castillo encantado. Jack logra matar a Blunderbore y su hermano Rebecks ahorcándolos y apuñalándolos. Libera a tres damas cautivas en el castillo del gigante.
En un viaje a Gales, Jack engaña a un gigante galés de dos cabezas para que le corte el vientre. El hijo del rey Arturo entra ahora en la historia y Jack se convierte en su sirviente.
Pasan la noche con un gigante de tres cabezas y le roban por la mañana. En agradecimiento por haber salvado su castillo, el gigante de tres cabezas le da a Jack una espada mágica, un gorro de conocimiento, una capa de invisibilidad y zapatos de rapidez.
En el camino, Jack y el Príncipe se encuentran con una Dama encantada que sirve a Lucifer. Jack rompe el hechizo con sus accesorios mágicos, decapita a Lucifer y la Dama se casa con el Príncipe. Jack es recompensado con la membresía en la Mesa Redonda .

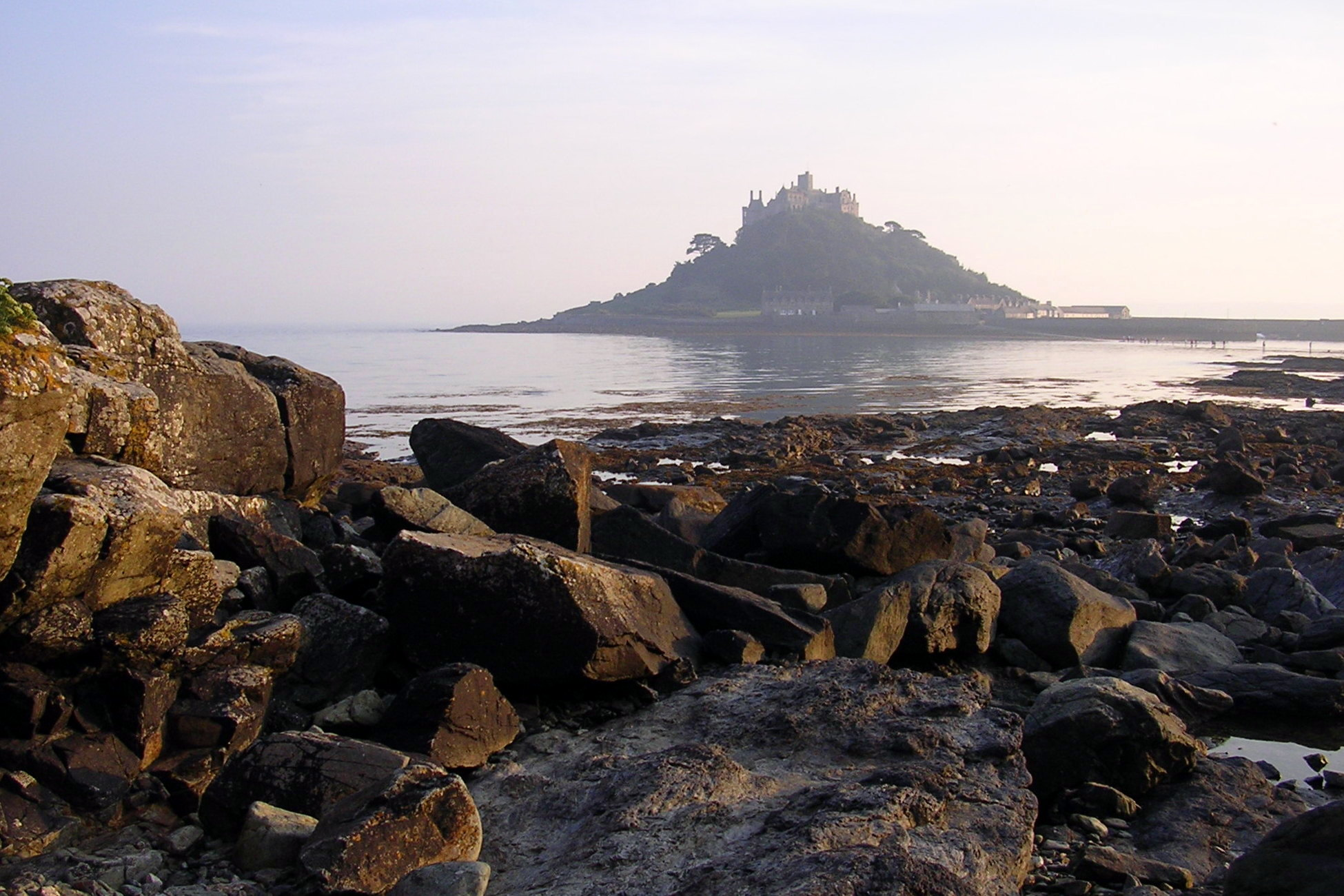
Monte de San Miguel, hogar del Gigante

Jack se aventura solo con sus zapatos mágicos, su espada, su capa y su gorra para librar al reino de los gigantes problemáticos. Se encuentra con un gigante que aterroriza a un caballero y a su dama. Le corta las piernas al gigante y luego lo mata. Descubre al compañero del gigante en una cueva. Invisible bajo su capa, Jack le corta la nariz al gigante y luego lo mata hundiendo su espada en la espalda del monstruo. Libera a los cautivos del gigante y regresa a la casa del caballero y la dama que antes había rescatado.
Se prepara un banquete, pero es interrumpido por el gigante de dos cabezas Thunderdel cantando "Fee, fau, fum". Jack derrota y decapita al gigante con un truco que involucra el foso y el puente levadizo de la casa.
Cansado de las festividades, Jack sale en busca de más aventuras y conoce a un anciano que lo lleva a un castillo encantado que pertenece al gigante Galligantus (Galligantua, en la versión de Joseph Jacobs). El gigante mantiene cautivos a muchos caballeros y damas y a la hija de un duque que se ha transformado en una cierva blanca gracias al poder de un hechicero. Jack decapita al gigante, el hechicero huye, la hija del duque recupera su verdadera forma y los cautivos son liberados.
En la corte del Rey Arturo, Jack se casa con la hija del Duque y los dos reciben una propiedad donde vivirán felices para siempre.

## Trasfondo

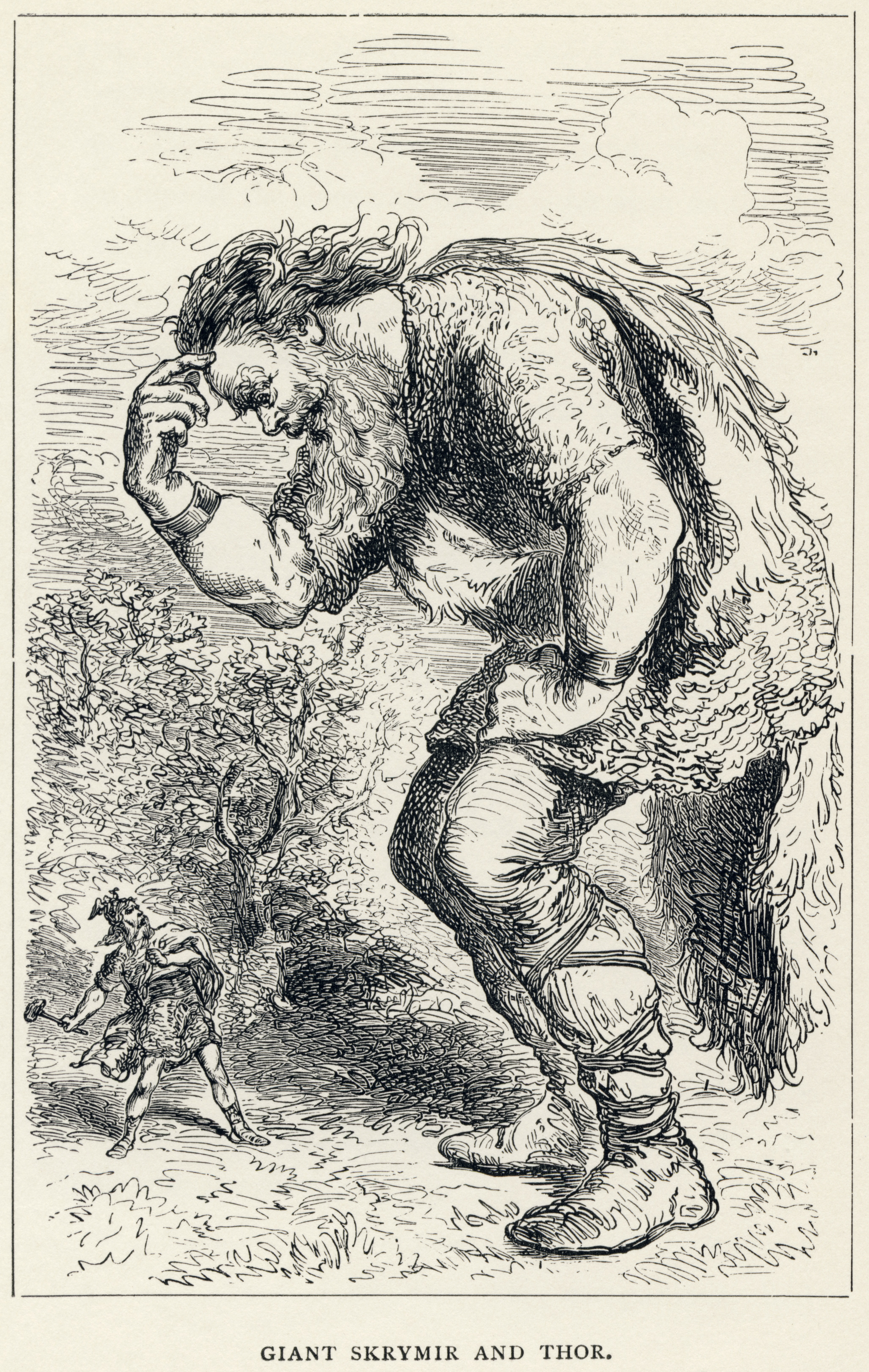
Thor y Skrymir

Las historias de monstruos y héroes abundan en todo el mundo, lo que hace que sea difícil precisar la fuente de "Jack, el asesino de gigantes". Sin embargo, la adscripción de la relación de Jack con Cornwall sugiere un origen británico (celta). El primer cuento galés Cómo Culhwch ganó Olwen (fechado tentativamente hacia 1100), ambientado en la Gran Bretaña artúrica, coloca a Arturo como el jefe entre los reyes de Gran Bretaña.  El joven héroe Culhwch ap Cilydd se dirige a la corte de su primo Arturo en Celliwig en Cornualles, donde exige a Olwen como su esposa; la hermosa hija del gigante Ysbaddaden Ben Cawr ('Jefe de los Gigantes'). El Gigante establece una serie de tareas imposibles que los campeones de Arthur, Bedwyr y Cai, están obligados por honor a cumplir antes de que Olwen sea entregado al muchacho; y el Rey Gigante debe morir. Los folcloristas Iona y Peter Opie han observado en The Classic Fairy Tales (1974) que "el tenor del cuento de Jack, y algunos de los detalles de más de uno de sus trucos con los que burla a los gigantes, tienen similitudes con la mitología nórdica ". Un incidente entre Thor y el gigante Skrymir en la Edda en prosa de c. 1220, señalan, se parece al incidente entre Jack y el gigante galés que corta el estómago. Los Opies señalan además que el cuento sueco de "El pastorcillo y el gigante" muestra similitudes con el mismo incidente y "comparte un antepasado" con " El sastrecillo valiente " de los Grimm, un cuento de amplia distribución. Según los Opies, los accesorios mágicos de Jack (el gorro del conocimiento, la capa de la invisibilidad, la espada mágica y los zapatos de la rapidez) podrían haber sido tomados prestados del cuento de Pulgarcito o de la mitología nórdica, aunque existen análogos más antiguos en el celta británico. tradiciones como Y Mabinogi y los cuentos de Gwyn ap Nudd, afines al irlandés Fionn mac Cumhaill, sugieren que estos representan atributos de los dioses celtas anteriores, como los zapatos asociados con Lugus de tres cabezas; el galés Lleu Llaw Gyffes de la Cuarta Rama, la invencible espada de Arturo Caledfwlch y su Manto de Invisibilidad Gwenn uno de los Trece Tesoros de la Isla de Gran Bretaña mencionados en dos de las ramas; o el manto similar de Caswallawn en la Segunda Rama.  Otro paralelo es el semidiós griego Perseo, a quien se le dio una espada mágica, las sandalias aladas de Hermes y el 'gorro de las tinieblas' (tomado del Hades ) para matar a la gorgona Medusa . Ruth B. Bottigheimer observa en The Oxford Companion to Fairy Tales que la última aventura de Jack con Galigantus estuvo influenciada por los "dispositivos mágicos" de los cuentos de hadas franceses.  Los Opies concluyen que los análogos de todo el mundo "no ofrecen ninguna garantía de la antigüedad de Jack". 
Los Opies señalan que en Gran Bretaña se conocían desde hacía mucho tiempo las historias de gigantes. El encuentro del rey Arturo con el gigante del Monte de San Miguel – o Mont Saint-Michel en Bretaña fue relatado por Geoffrey de Monmouth en Historia Regum Britanniae en 1136, y publicado por Sir Thomas Malory en 1485 en el capítulo quinto del quinto libro de Le Morte d'Arthur : 
Luego vino a [el rey Arturo] un labrador... y le contó como había... un gran gigante que había matado, asesinado y devorado a mucha gente del país... [Arturo viajó al Monte, descubrió al gigante asando a niños muertos]... y lo saludó, diciendo... [Levántate] y vístete, glotón, porque hoy morirás a causa de mi mano. Entonces el glotón se levantó inmediatamente, tomó un gran garrote en su mano y golpeó al rey, haciendo que su corona cayera al suelo. Y el rey volvió a golpearle, que le cortó el vientre y le cortó los genitours, que sus tripas y sus entrañas cayeron al suelo. Entonces el gigante arrojó su garrote, y cogió al rey en sus brazos que le aplastó las costillas... Y entonces Arthur se revolvió y se retorció, pensando que había estado otro tiempo debajo y otro tiempo arriba. Y así, agitándose y revolcándose, rodaron colina abajo hasta que llegaron a la marca del mar, y mientras estaban tan aturdidos, Arturo lo hirió con su daga.
Los gigantes antropofágicos se mencionan en The Complaynt of Scotland de 1549, señalan los Opies, y, en King Lear de 1605, indican, Shakespeare alude al canto Fee-fi-fo-fum ("... fie, foh, and fumme, / Huelo la sangre de un hombre británico"), asegurándose de que conocía una historia de "gigantes que huelen sangre". Thomas Nashe también aludió al canto en Have with You to Saffron-Walden, escrito nueve años antes del Rey Lear ;  la versión más antigua se puede encontrar en The Red Ettin de 1528. 

### Barba Azul
Los Opies observan que "no se ha registrado ningún relato del cuento en la tradición oral inglesa", y que no se hace ninguna mención del cuento en la literatura de los siglos XVI o XVII, lo que da peso a la probabilidad de que el cuento se origine en las tradiciones orales del 'Cajero gracioso' de Cornualles (y/o bretón). El cuento franco-bretón del siglo XVII sobre Barba Azul, sin embargo, contiene paralelos y cognados con el cuento británico insular contemporáneo de "Jack el Mata Gigantes", en particular, ahora se cree que el personaje violentamente misógino de Barba Azul (La Barbe bleue, publicado en 1697) derivan en última instancia en parte del rey Mark Conomor, el rey británico continental (y probablemente insular) de Domnonée / Dumnonia del siglo VI, asociado en el folclore posterior tanto con Cormoran de St Michael's Mount como con Mont Saint Michel : la barba azul (un marcador 'celta'). de masculinidad) es indicativo de su naturaleza de otro mundo.

### La historia de Jack y los gigantes
"La Historia de Jack y los Gigantes" (la edición más antigua conocida) fue publicada en dos partes por J. White de Newcastle en 1711, indican las Opies, pero no figuraba en catálogos o inventarios de la época ni Jack era uno de los Héroes populares en el repertorio de Robert Powel (es decir, Martin Powell ), un titiritero establecido en Covent Garden . Sin embargo, se hace referencia a "Jack and the Giants" en The Weekly Comedy del 22 de enero de 1708, según Opies, y en el décimo número Terra-Filius en 1721. 

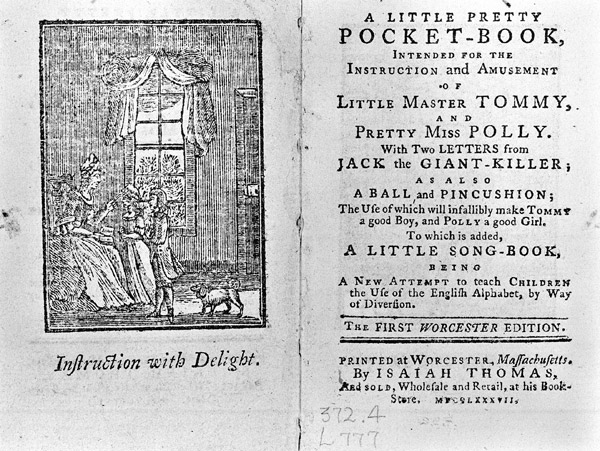
La portada de A Little Pretty Pocket-Book (1744) promete al lector dos cartas de Jack el Mata Gigantes.

A medida que avanzaba el siglo XVIII, Jack se convirtió en una figura familiar. Las investigaciones de los Opies indican que la farsa Jack el Mata Gigantes se representó en Haymarket en 1730; que John Newbery imprimió cartas ficticias sobre Jack en A Little Pretty Pocket-Book en 1744; y que se imprimió una sátira política, El último discurso de John Good, vulgarmente llamado Jack the Giant-Queller, c. 1745.  Tanto The Opies como Bottigheimer señalan que Henry Fielding aludió a Jack en Joseph Andrews (1742); El Dr. Johnson admitió haber leído el cuento; Boswell leyó el cuento cuando era niño; y William Cowper fue otro que mencionó la historia.  
En "Jack y Arthur: Introducción a Jack, el asesino de gigantes", Thomas Green escribe que Jack no tiene lugar en el folclore de Cornualles, sino que fue creado a principios del siglo XVIII simplemente como un dispositivo de encuadre para una serie de sangrientas y gigantescas escenas. matando aventuras. Los cuentos de Arturo preceden e informan a "Jack el Mata Gigantes", señala, pero señala que Le Morte d'Arthur había estado agotado desde 1634 y concluye de este hecho que el público se había cansado de Arturo. Jack, afirma, fue creado para ocupar el lugar de Arthur.  
Bottigheimer señala que en los Apalaches del sur de América, Jack se convirtió en un héroe genérico de cuentos generalmente adaptados de los hermanos Grimm . Ella señala, sin embargo, que "Jack the Giant Killer" está tomado directamente de los libros de capítulos, excepto que el pudín apresurado inglés en el incidente del gigante galés que corta el vientre se convierte en papilla . 
El psicólogo infantil Bruno Bettelheim observa en The Uses of Enchantment: The Meaning and Importance of Fairy Tales (1976) que los niños pueden experimentar a los "adultos" como gigantes aterradores, pero historias como "Jack" les enseñan que pueden ser más astutos que los gigantes y puede "sacar lo mejor de ellos". Bettelheim observa que un padre puede ser reacio a leerle un cuento a un niño sobre adultos que son burlados por los niños, pero señala que el niño comprende intuitivamente que, al leerle el cuento, el padre le ha dado su aprobación para "jugar con la idea de sacar lo mejor de los gigantes", y de tomar represalias "en la fantasía por la amenaza que implica el dominio adulto".  

## Gigantes británicos

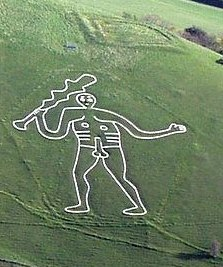
El gigante de Cerne Abbas en Dorset probablemente fue tallado hace unos 400 años.

John Matthews escribe en Taliesin: Shamanism and the Bardic Mysteries in Britain and Ireland (1992) que los gigantes son muy comunes en todo el folclore británico y, a menudo, representan a los habitantes, ancestros o dioses "originales" de la isla antes de la llegada del "hombre civilizado". ", su gigantesca estatura refleja su naturaleza " sobrenatural ".  Los gigantes ocupan un lugar destacado en el folclore de Cornualles, Bretón y Gales y, al igual que muchos sistemas de creencias animistas, representan la fuerza de la naturaleza. La forma escrita estándar moderna en Cornualles es Kowr  singular ( mutando a Gowr ), Kewri plural, transcrito al Cornualles tardío como Gour, "Goë", "Cor" o similar. A menudo son responsables de la creación del paisaje natural y, a menudo, quedan petrificados en la muerte, un tema particularmente recurrente en el mito y el folclore celta . Un oscuro conde de Bretaña fue nombrado Gourmaëlon, que gobernó entre 908 y 913 y puede ser una fuente alternativa del nombre del gigante Cormoran, o Gourmaillon, traducido por Joseph Loth como "el de las cejas marrones". 
El mito fundacional de Cornualles se origina con el cronista británico Nennius en la Historia Brittonum y se abrió camino, a través de Geoffrey de Monmouth, hasta el canon inglés moderno temprano, donde fue absorbido por los isabelinos como la historia del rey Leir junto con la de Cymbeline y el rey Arturo., otros reyes británicos míticos. Carol Rose informa en Gigantes, monstruos y dragones que la historia de Jack el Mata Gigantes puede ser un desarrollo de la leyenda de Corineus y Gogmagog.  Los motivos se repiten en La caza de Twrch Trwyth.
En 1136, Geoffrey de Monmouth informó en el primer libro de su imaginativa Historia de los reyes de Gran Bretaña que los gigantes indígenas de Cornualles fueron masacrados por Bruto, el (fundador epónimo de Gran Bretaña), Corineus (fundador epónimo de Cornualles ) y sus hermanos que se habían establecido en Gran Bretaña después de la guerra de Troya . Tras la derrota de los gigantes, su líder Gogmagog luchó con el guerrero Corineus, y murió cuando Corineus lo arrojó desde un acantilado al mar:

Porque era para él [Corineus] una diversión encontrarse con dichos gigantes, que se encontraban allí en mayor número que en todas las demás provincias que correspondían a sus compañeros. Entre los demás había un monstruo detestable, llamado Goëmagot [Gogmagog], de doce codos [6,5 m] de estatura, y de una fuerza tan prodigiosa que de un solo movimiento arrancó un roble como si fuera un avellano. varita mágica. Cierto día, cuando Bruto (fundador de Britania y señor supremo de Corineo) estaba celebrando una fiesta solemne a los dioses, en el puerto donde desembarcaron por primera vez, este gigante con veinte más de sus compañeros se encontraron con los británicos, entre los cuales hizo una matanza espantosa. Pero los británicos finalmente se reunieron en un solo cuerpo, los derrotaron y mataron a todos menos a Goëmagot. Bruto había dado órdenes de conservarlo con vida, por el deseo de presenciar un combate entre él y Corineo, quien disfrutaba mucho de tales encuentros. Corineo, muy contento por esto, se preparó y, dejando a un lado los brazos, lo retó a luchar con él. Al comienzo del encuentro, Corineus y el gigante, de pie, frente a frente, se abrazaron fuertemente y jadeaban en voz alta, pero Goëmagot agarró a Corineus con todas sus fuerzas y le rompió tres costillas, dos de ellas. su lado derecho y otro a su izquierda. Ante lo cual Corineo, muy enfurecido, reunió todas sus fuerzas, lo agarró sobre sus hombros, corrió con él, tan rápido como el peso se lo permitía, hasta la orilla siguiente, y allí, subiendo a la cima de una alta roca, lo arrojó. arrojar al monstruo salvaje al mar; donde al caer sobre las laderas de rocas escarpadas, se hizo pedazos y coloreó las olas con su sangre. El lugar donde cayó, tomando su nombre de la caída del gigante, se llama Lam Goëmagot, es decir, el Salto de Goëmagot, hasta el día de hoy.

Tradicionalmente se presume que el partido tuvo lugar en Plymouth Hoe, en la frontera entre Cornish y Devon, aunque Rame Head es un lugar alternativo cercano. A principios del siglo XVII, Richard Carew informó sobre una figura tallada en tiza de un gigante en el sitio en el primer libro de The Survey of Cornwall :

Una vez más, la actividad de Devon y Cornualles, en esta facultad de lucha, más allá de las de otros condados, parece derivarles un pedigrí especial, de ese luchador de tierra Corineus. Además, sobre el Hawe en Plymmouth, hay tallado en el suelo el retrato de dos hombres, uno más grande y el otro más pequeño, con Clubbes en sus manos (a quienes llaman Gog-Magog) y (según he aprendido). ) se renueva por orden de los Vecinos, cuando la causa lo requiera, de la que se infiera que es un monumento de algún momento. Y por último, el lugar, al tener un acantilado contiguo, ofrece una oportunidad para ello.

Cormoran (a veces Cormilan, Cormelian, Gormillan o Gourmaillon) es el primer gigante asesinado por Jack. Cormoran y su esposa, la giganta Cormelian, están particularmente asociados con el Monte de San Miguel, aparentemente un antiguo lugar de culto precristiano. Según la leyenda de Cornualles, la pareja fue responsable de su construcción transportando granito desde West Penwith Moors hasta la ubicación actual del Monte. Cuando Cormoran se quedó dormido por el cansancio, su esposa intentó robar una losa de esquisto verde desde una distancia más corta. Cormoran se despertó y pateó la piedra de su delantal, donde cayó para formar la isla de Chapel Rock. Trecobben, el gigante de Trencrom Hill (cerca de St Ives ), mató accidentalmente a Cormelian cuando arrojó un martillo al monte para que Cormoran lo usara. La giganta fue enterrada bajo Chapel Rock. 

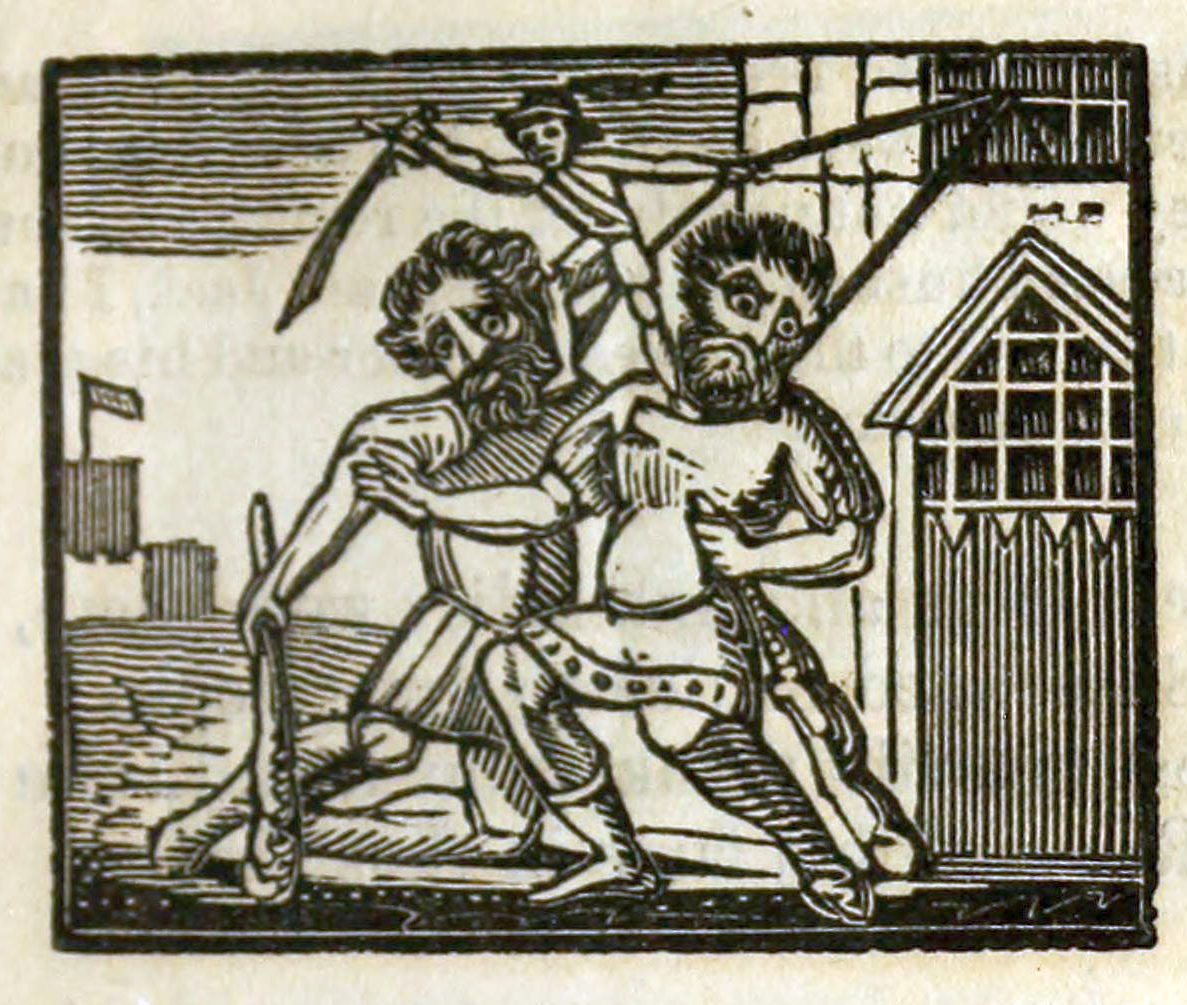
Jack cuelga a Blunderbore y a otro gigante.

Blunderbore (a veces Blunderboar, Thunderbore, Blunderbus o Blunderbuss) generalmente se asocia con el área de Penwith y vivía en Ludgvan Lese (una mansión en Ludgvan ), donde aterrorizaba a los viajeros que se dirigían al norte hacia St Ives. El nombre anglogermánico 'Blunderbore' es a veces apropiado por otros gigantes, como en " Tom the Tinkeard " y en algunas versiones de " Jack and the Beanstalk " y " Molly Whuppie ". En la versión de "Jack the Giant Killer" grabada por Joseph Jacobs, Blunderbore vive en Penwith, donde secuestra a tres señores y damas, planea comerse a los hombres y convertir a las mujeres en sus esposas. Cuando las mujeres se niegan a consumir a sus maridos en compañía del gigante, éste los cuelga por los pelos en su calabozo y los deja morir de hambre. Poco después, Jack se detiene en la carretera de Penwith a Gales. Bebe de una fuente y toma una siesta (un recurso común en las historias celtas británicas, como el Mabinogion ). Blunderbore descubre a Jack dormido y, reconociéndolo por su cinturón con etiquetas, lo lleva a su castillo y lo encierra en una celda. Mientras Blunderbore está invitando a un compañero gigante a ayudarlo a comerse a Jack, Jack crea lazos con una cuerda. Cuando llegan los gigantes, les deja caer las sogas alrededor del cuello, ata la cuerda a una viga, se desliza por la cuerda y les corta el cuello. Un gigante llamado Blunderbore aparece en el cuento de hadas similar de Cornualles " Tom the Tinkeard " (o "Tom the Tinkard"), una variante local de " Tom Hickathrift ". Aquí, Blunderbore ha construido un seto sobre King's Highway entre St Ives y Marazion, reclamando la tierra como propia. El motivo del secuestro de mujeres aparece en esta versión, ya que Blunderbore ha secuestrado al menos a veinte mujeres para que sean sus esposas. El héroe Tom despierta al gigante de una siesta mientras lleva una carreta y bueyes de regreso de St Ives a Marazion. Blunderbore arranca un olmo para sacar a Tom de su propiedad, pero Tom desliza uno de los ejes del carro y lo usa para luchar y, finalmente, herir fatalmente al gigante. El gigante moribundo le confiere toda su riqueza a Tom y solicita un entierro digno.
Thunderdell es un gigante de dos cabezas que irrumpe en un banquete que se prepara para Jack.

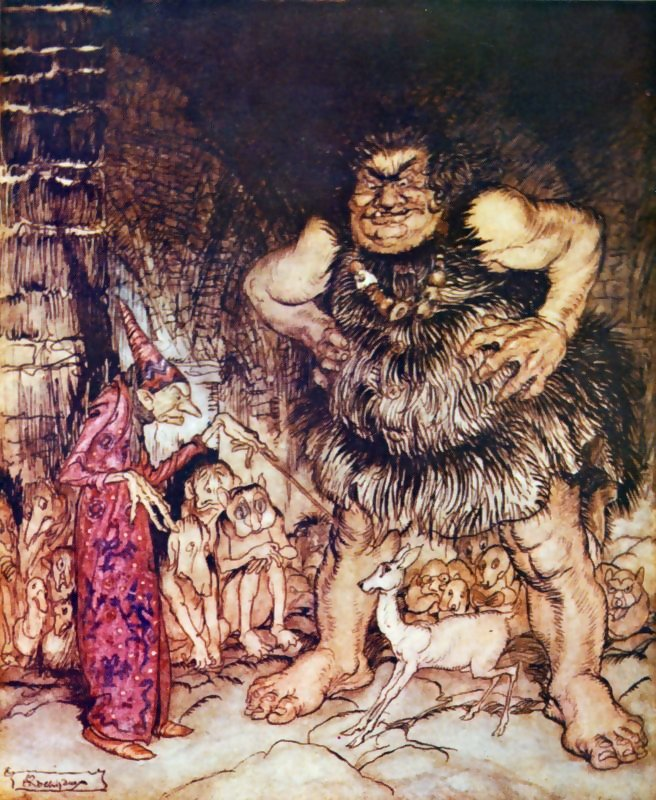
En una ilustración de Arthur Rackham, Galligantus y el hechicero transforman a la hija del duque en una cierva blanca.

Galligantus es un gigante que mantiene cautivos a muchos caballeros y damas y a la hija de un duque que se ha transformado en una cierva blanca gracias al poder de un hechicero. Jack decapita al gigante, el hechicero huye, la hija del duque recupera su verdadera forma y los cautivos son liberados.

## H. G. Wells
En la novela de 1904 La comida de los dioses y cómo llegó a la Tierra, HG Wells describió la aparición de gigantes en la realidad concreta de la Gran Bretaña de principios del siglo XX. Los gigantes despiertan una creciente hostilidad y prejuicios, lo que finalmente lleva a que un político agitador llamado Caterham forme un "Partido Antigigante" y llegue al poder; El ambicioso Caterham toma el apodo de "Jack el Mata Gigantes", derivado del cuento anterior. Sin embargo, a diferencia de ese cuento, en la descripción de Wells los gigantes son representados con simpatía, como inocentes bien intencionados perseguidos injustamente, mientras que el "Asesino de Gigantes" es el villano del libro.

## Adaptaciones

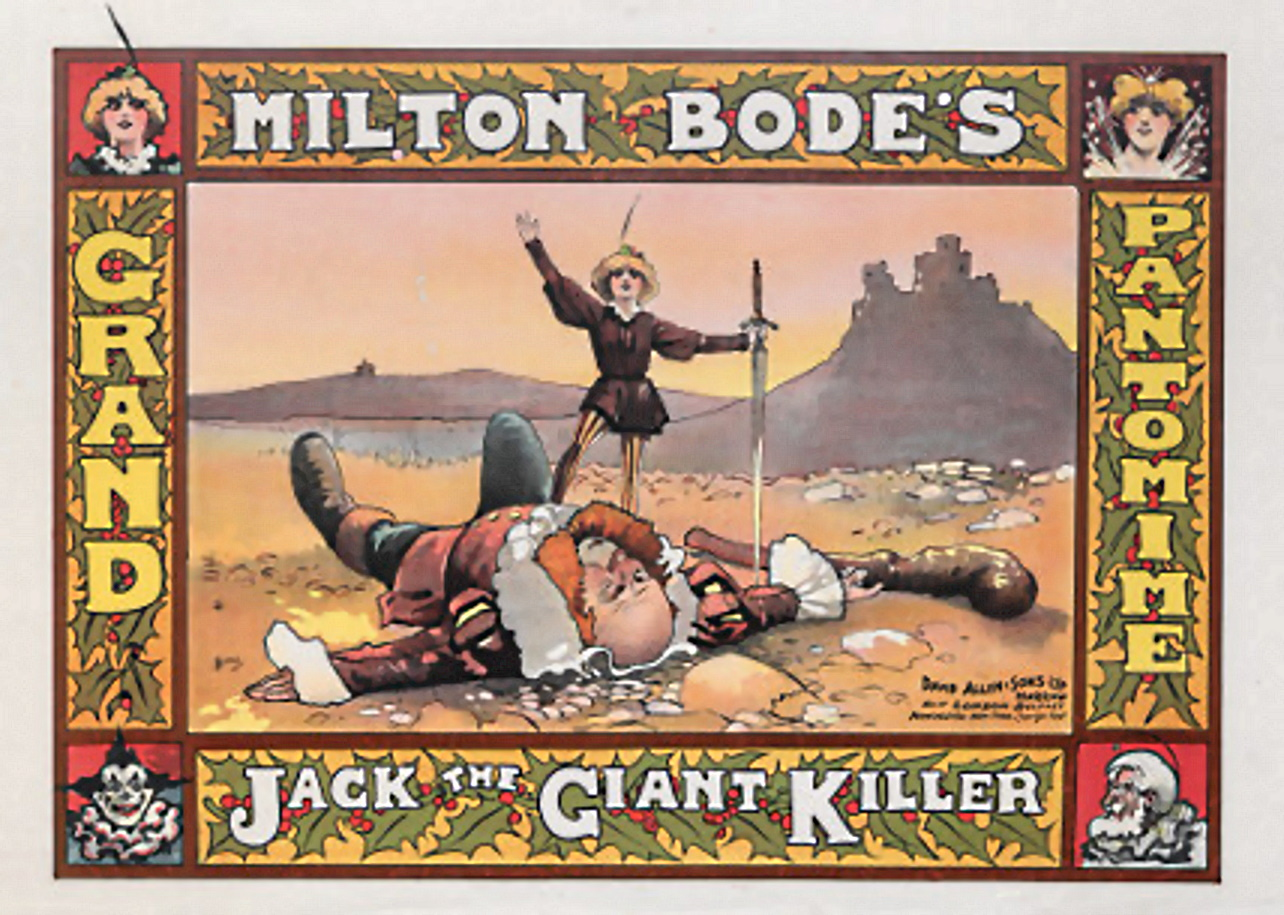
Póster de John Hassall para la Gran Pantomima de Milton Bode, Jack el Mata Gigantes, c.1938 o anterior

### Películas

#### Película de 1962
En 1962, United Artists estrenó una película de presupuesto medio producida por Edward Small y dirigida por Nathan H. Juran llamada Jack the Giant Killer . Kerwin Mathews interpreta a Jack y Torin Thatcher al hechicero Pendragon.

#### Jack the Giant Slayer
La película Jack the Giant Slayer, dirigida por Bryan Singer y protagonizada por Nicholas Hoult, fue producida por Legendary Pictures y se estrenó el 1 de marzo de 2013. Es una adaptación muy flexible de "Jack and the Beanstalk" y "Jack the Giant Killer". 

#### Película de 2013
La película de vídeo directo Jack the Giant Killer es una película de fantasía estadounidense de 2013 producida por The Asylum y dirigida por Mark Atkins. Una versión moderna de los cuentos de hadas Jack, el asesino de gigantes y Jack y las habichuelas mágicas, la película está protagonizada por Ben Cross y Jane March . Es un simulacro de Jack the Giant Slayer . Fue lanzado en DVD en el Reino Unido como The Giant Killer .

### Videojuego
Jack the Giantkiller es un juego arcade de 1982 desarrollado y publicado por Cinematronics . Está basado en el cuento de hadas inglés del siglo XIX Jack y las habichuelas mágicas . En Japón, el juego se lanzó como Treasure Hunt . 

## Otras lecturas
- Green, Thomas. "Tom Thumb and Jack the Giant-Killer: Two Arthurian Fairytales?" In: Folklore 118 (2007): 123–140. DOI:10.1080/00155870701337296
- Weiss, Harry B. "The Autochthonal Tale of Jack the Giant Killer". The Scientific Monthly 28, no. 2 (1929): 126–33. Accessed June 30, 2020. www.jstor.org/stable/14578.

- Datos: Q3157362
- Multimedia: Jack the Giant Killer / Q3157362